# Jesse James (aktor)
Jesse Woodson James (ur. 14 września 1989 w Palm Springs) – amerykański aktor filmowy i telewizyjny. Karierę aktorską rozpoczął w 1997 roku, jednak sławę zdobył dzięki roli młodego Rafe’a w filmie Pearl Harbor.

## Życiorys
Urodził się w Palm Springs w stanie Kalifornia jako syn Jaime, laborantki i Shane’a Jamesa, aktora.
W 1997 roku, w wieku 8 lat, wygrał w Hollywood Reporter Young Star Award i otrzymał rolę w filmie Lepiej być nie może. Jego kariera rozwijała się dalej, z kilkoma innymi filmami aż do roli w 2001 z Johnnym Deppem w filmie Blow, jako dziecięca wersja charakteru Deppa. Pearl Harbor, w którym zagrał młodego Bena Afflecka i kilka lat później w 2004 r., dokonał trochę nielegalnego przedsięwzięcia występem w filmie Efekt motyla jako młody Tommy Miller. Zagrał też w Amityville obok Ryana Reynoldsa i Melissy George. Jego ostatni projekt to film Sky Kids, który był wyświetlony w 2008. Wystąpił także w głównej roli w epizodzie Buffy: Postrach wampirów, w odcinku „I’ve Got You Under My Skin” serialu spin off Anioł ciemności, gdzie był gościem specjalnym.
27 maja 2008 wystąpił w głównej roli w krótkim filmie Manifest Destiny wraz z drugą gwiazdą i producentem Seanem Farisem.
W 2008 roku James wziął udział w kampanii społecznej sprzeciwiającej się wprowadzeniu w amerykańskim stanie Kalifornia poprawki legislacyjnej zamykającej drogę parom jednopłciowym do zawierania małżeństw (tzw. Propozycja 8).

## Filmografia

### Filmy
- 2008: Jumper – jako nastoletni Mark Kobold
- 2008: Sky Kids – jako Jason McIntyre
- 2006: The Dark Room – A Theater in San Francisco California’s Mission District – jako J-Dawg
- 2005: Amityville – jako Billy Lutz
- 2004: Efekt motyla – jako Tommy Miller 13
- 2002: Cicha Woda – jako Randolph Grady
- 2002: Strach przed ciemnością – jako Ryan Billings
- 2001: Pearl Harbor – jako młody Rafe
- 2001: Blow – jako młody George
- 2001: Tajemnicza wyspa Bailey's Mistake – jako Dylan Donovan
- 2000: Gorąca linia – jako Jesse Marks
- 1999: Najlepszy przyjaciel – jako młody Nello
- 1999: List w butelce – jako Jason Osborne
- 1998: Sorrow's Child – jako Matt
- 1998: Puppies for Sale – jako klient
- 1998: Fałszywa ofiara – jako Jeff Magruder
- 1998: Bogowie i potwory – jako Michael Boone
- 1997: Lepiej być nie może – jako Spencer Connelly

### Telewizja
- 2007: Weronika Mars – jako J.D. Sansone (odc. 59 „Papa’s Cabin”)
- 2004: Detektyw Monk – jako Jared Stottlemeyer (odc. 25 „Monk i żona kapitana”)
- 2002: Sprawy rodzinne – jako Jake Shaw (odc. 16 „Celano v. Foster”)
- 2000: Szpital Dobrej Nadziei – jako Dustin Moss
- 2000: Felicity – jako Stephen (odc. 40 „Party Lines”)
- 2000: Cień anioła – Ryan (odc. 14 „I’ve Got You Under My Skin”)
- 1999: Dzika rodzinka – jako Gola (odc. 27 „Chimp Off the Old Block”)
- 1999: Z Archiwum X – jako Biedny chłopiec (odc. 136 „The Unnatural”)
- 1998: Ostry dyżur – jako Wilson Geary (odc. 100 „Good Luck, Ruth Johnson”)
- 1997: Strażnik Teksasu – jako Jebb Wilson (odc. 111 i 112 „Last of a Breed Part 1” i „Last of a Breed Part 2”)